# Испарение

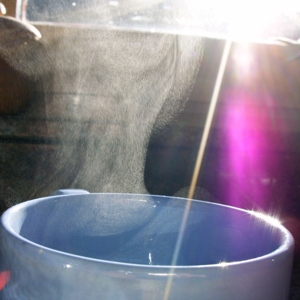
Конденсация водяного пара в воздухе над чашкой горячей воды

Фазовые переходы первого рода на фазовой диаграмме

Испаре́ние — процесс фазового перехода вещества из конденсированного (жидкого или твёрдого) состояния в парообразное или газообразное, происходящий на поверхности вещества. Физическая поверхность представляет собой тонкий переходной межфазный слой между объёмными фазами вещества: между жидкостью и паром при испарении, и твёрдым телом и паром при сублимации. При испарении или сублимации с поверхности вещества отрываются частицы (молекулы, атомы), при этом их кинетическая энергия должна быть достаточна для совершения работы, необходимой для преодоления сил притяжения со стороны других молекул жидкости. Во время процесса испарения, энергия, извлечённая из испаряемой жидкости, снижает температуру жидкости, что приводит к испарительному охлаждению.
Процесс испарения является обратным процессу конденсации, переходу из парообразного состояния в жидкое. Испарение будет продолжаться до тех пор, пока не будет достигнуто равновесие, во время которого испарение жидкости равно её конденсации. В замкнутом пространстве жидкость будет испаряться до тех пор, пока окружающий воздух не станет насыщенным.

## Общая характеристика
Жидкость, оставленная в блюдце, полностью испарится, потому что в любое время в ней есть молекулы, достаточно быстрые (с достаточной кинетической энергией), чтобы преодолеть межмолекулярные силы притяжения на поверхности жидкости и покинуть её. 
Однако число таких высокоэнергичных молекул очень мало, и не соответствует наблюдаемому испаренному потоку. В действительности испарение не является однократным актом индивидуального преодоления энергетического барьера (теплоты испарения) молекулой, как предполагается в наивной модели испарения, а происходит постепенно за счет коллективных затрат энергии всеми молекулами в интерфазном слое на продвижение отдельных молекул в пар. По мере продвижения молекулы к паровой границе интерфазного слоя средняя кинетическая энергия этой молекулы поддерживается межмолекулярными столкновениями, а силы притяжения ослабляются. Поэтому на внешней границе уже почти ничто не удерживает молекулу, и она переходит в пар, практически не теряя собственной кинетической энергии. В результате функция распределения по скоростям испарённых молекул на поверхности жидкости близка к полумаксвелловской, как показывают молекулярно-динамические расчёты.
Количественно калориметрия испарения характеризуется удельной теплотой испарения. Поскольку молекулы жидкости затрачивают свою кинетическую энергию на преодоление теплоты испарения, температура пара и испаряющейся жидкости снижаются. Однако при термодинамическом равновесии жидкости с паром такое падение температуры не происходит, так как компенсируется обратным процессом конденсации пара.
При термодинамическом равновесии пар над поверхностью жидкости насыщен, и между процессами испарения и конденсации устанавливается динамическое равновесие, при котором количество молекул, покидающих жидкость в единицу времени равно количеству возвращаемых в неё молекул. Если пар над жидкостью ненасыщен, то испарение будет превышать конденсацию до тех пор, пока пар не станет насыщенным или до полного испарения жидкости.
Росту скорости испарения способствует ветер. Он удаляет молекулы пара от поверхности жидкости, мешая установлению динамического равновесия. Для быстрого испарения жидкости и связанного с ним высушивания используют потоки тёплого воздуха. Примером использования может служить бытовой фен.
Скорость испарения определяется поверхностной плотностью потока пара, проникающего за единицу времени в газовую фазу из единицы поверхности жидкости. Наибольшее значение поверхностной плотности потока пара достигается в вакууме. При наличии над жидкостью относительно плотной газовой среды испарение замедляется.
Испарение твердого тела называется сублимацией (возгонкой), а парообразование в объёме и на свободной поверхности жидкости — кипением. Испарение — эндотермический процесс, при котором поглощается теплота фазового перехода — теплота испарения, затрачиваемая на преодоление сил молекулярного сцепления в жидкой фазе и на работу расширения при превращении жидкости в пар.
Процесс испарения зависит от интенсивности теплового движения молекул: чем быстрее движутся молекулы, тем быстрее происходит испарение. Кроме того, на испарение влияет скорость внешней (по отношению к веществу) диффузии, а также свойства самого вещества: к примеру, спирты испаряются быстрее воды. Важным фактором является также площадь поверхности жидкости, с которой происходит испарение: из узкого стакана оно будет происходить медленнее, чем из широкой тарелки.

## Математическое описание
Простейшая модель испарения была создана Дальтоном. Согласно его уравнению, количество испаряемого вещества из единичной площади за единицу времени равно:
{\displaystyle \omega =\beta _{c}(C_{s}-C_{0})=\beta _{p}(P_{s}-P_{0}),}
где {\displaystyle \omega } — молярная скорость испарения (моль/м²·с),
{\displaystyle C_{s}} и {\displaystyle C_{0}} — концентрации пара на поверхности вещества и в окружающем пространстве,
{\displaystyle P_{s}} и {\displaystyle P_{0}} — парциальные давления пара на поверхности жидкости и в окружающем пространстве,
{\displaystyle \beta _{c}} и {\displaystyle \beta _{p}} — коэффициенты пропорциональности.
Если жидкость только начала испаряться, или сухой воздух постоянно поступает в приповерхностный слой, то {\displaystyle C_{0}=P_{0}=0}, и скорость испарения максимальна. Коэффициенты {\displaystyle \beta } в свою очередь могут быть выражены как:
{\displaystyle \beta _{c}={\frac {NuD_{c}}{x}},\beta _{p}={\frac {NuD_{p}}{x}},}
где {\displaystyle Nu} — число Нуссельта,
{\displaystyle D_{p}} и {\displaystyle D_{c}} — коэффициенты диффузии отнесённые к градиенту давления и концентрации соответственно,
{\displaystyle x} -характерный размер (например, диаметр капель).
Давление {\displaystyle P_{s}} в простейшей модели равно давлению насыщенного пара при температуре жидкости. Его зависимость от температуры приближенно описывается экспоненциальным законом:
{\displaystyle P_{s}=Ae^{-{\frac {B}{t}}}.}
Такая зависимость нарушается при приближении температуры к критической точке.
Более точно скорость испарения может быть определена из уравнения Герца — Кнудсена:
{\displaystyle \omega ={\frac {\alpha _{\nu }}{\sqrt {2\pi MkT}}}(P_{S}-P_{0}),}
где {\displaystyle M} — молекулярная масса (в СИ, то моль\кг),
{\displaystyle \alpha } — коэффициент, меньший или равный единице, связанный с вероятностью молекулы отразиться от поверхности жидкости, когда она падает на неё из воздуха.
{\displaystyle \alpha } сильно зависит от загрязнения на поверхности жидкости и может иметь порядок величины 10−4, если загрязнение значительно.
Уравнение было записано Герцем после исследований, проведённых в 1880-е годы, и уточнено Кнудсеном в 1915. В 1913 году Ирвинг Ленгмюр показал, что это же уравнение описывает и испарение с поверхности твёрдых тел (сублимацию).

## История
Явление испарения известно с давних времён. Ещё Гесиод писал о том, что дождь образуется из воды, которая улетучивается из рек. Более поздние авторы правильно интерпретировали облака как результат испарения воды из морей и указывали на Солнце как причину испарения, а также обращали внимание, что ветер ускоряет скорость испарения. Гераклит и Диоген Лаэртский различали выделяющие испарение с поверхности воды и поверхности влажных тел. Античные философы часто объясняя физические процессы прибегали к спиритуалистическим концепциям, например, писали, что через испарение образуется душа всего мира. Также было известно, что при испарении растворенная соль остаётся.
Наиболее влиятельным античным философом считается Аристотель. В своём труде «Метеорология» (греч. Τα μετεωρολογικά) он развил теорию двух испарений Гераклита, и утверждал, что испарения с поверхности моря и поверхности земли принципиально разные: первые являются причиной дождя, а вторые — причиной ветра. Такое удивительное заключение объяснялось тем, что Аристотель не считал, что ветер — это просто движение воздуха. Он писал, что, как не называют рекой любую движущуюся воду, так и ветром не является простое движение воздуха. И у реки и у ветра должна быть утечка, и в случае ветра такой утечкой он считал «дым», образующийся при высыхании земли.
С другой стороны, Теофраст, последователь Аристотеля, более верно оценивал связь ветра, Солнца и испарения. Так, он правильно предполагал, что ветер ускоряет испарение, поскольку он убирает уже образовавшийся пар от воды. Также он не поддерживал взгляды Аристотеля на особое значение испарения с земли, и писал, что «движение воздуха — это ветер».
Римские авторы, такие как Плиний и Лукреций тоже писали о природе испарения и его связи с погодой, однако в основном только разрабатывали теории греческих философов. Кроме объяснения погоды, греческие и римские учёные обращались к испарению, чтобы объяснить ещё одну проблему — почему моря не переполняются, хотя реки непрерывно вливают в них воду.
Поддерживаемая авторитетом Аристотеля, теория двойного испарения доминировала в европейской науке вплоть до начала Ренессанса. Одним из первых учёных, кто попытался её отвергнуть, был Рене Декарт. В своем труде «Метеоры» (1637) он писал, что солнечный свет поднимает частицы воды подобно тому, как пыль поднимается во время ходьбы. При этом испарение с поверхности влажных тел он рассматривал таким же образом, поскольку считал, что твёрдые тела становятся влажными, когда частицы воды проникают между большими частицами твёрдого тела. Декарт также отрицал особую природу ветра и считал им обычное движение воздуха. Причину, по которой жидкости испаряются, а твёрдые тела нет, он видел в более гладкой поверхности частиц воды, из-за чего их легко отделить друг от друга, тогда как частицы твёрдых тел сильнее цепляются друг за друга.
Первое экспериментальное исследование испарения было сделано Пьером Перро. Холодной зимой 1669—1670 он выставил на улицу 7 фунтов холодной воды. Через 18 дней он зафиксировал, что один фунт улетучился. Это не было первым наблюдением, что испарение может происходить и на холоде, но было первым экспериментальным измерением интенсивности этого процесса. Также Перро исследовал испарение других жидкостей кроме воды, например масла. Другим физиком, исследовавшим испарение был Эдмонд Галлей. Он замерил скорость, с которой вода улетучивается из тонких трубочек. Его результаты (0,1 дюйма за 12 часов) позволили ему утверждать, что эта вода образует дождь, росу и т. д. Гипотезы Галлея по поводу механизма испарения отличались от гипотез Декарта. Так, он писал, что если атомы воды увеличатся в диаметре в 10 раз, их плотность станет меньше плотности воздуха, и они начнут «всплывать». Также он сравнивал процессы испарения воды в воздух с процессом растворения соли в воде. Галлей писал, что совместное действие Солнца и ветра является причиной испарения.
Подходы Галлея и Декарта породили два популярных подхода к объяснению испарения. Согласно одному, вода «растворялась» в воздухе (что означало, что при отсутствии воздуха испарение не будет происходить), а согласно другому, частицы воды просто отрываются от основной массы.
Французский математик Седилю много сделал для экспериментального исследования испарения, поскольку ему были необходимы эти данные для решения инженерной задачи — вычисление, как быстро будет испаряться вода из фонтанов Версаля. Он ставил эксперименты в течение 3 лет, с 1688 по 1690 год. По его измерениям, за год в той местности испарялось около 88 сантиметров воды, и только около двух третей из этого количества возвращалось в виде осадков. Также он отметил, что вода испарялась из широкой ёмкости быстрее, чем из узкой (Седили использовал несколько медных ёмкостей для опыта).
В 1744 году Дезагулье предположил, что испарение имеет электростатическую природу (частицы жидкости отталкиваются от основной массы, потому что имеют одинаковый заряд), однако эксперименты не продемонстрировали сильного влияния электричества.
Во второй половине 18 века было показано, что испарение в вакууме происходит медленнее, чем в воздухе, а также, что влажность воздуха уменьшает интенсивность испарения, что повысило популярность теории растворения.
В 1757 году Франклин описал охлаждающий эффект испарения (он отметил, что смоченный спиртом термометр показывал температуру, на 6 градусов ниже сухого).
В 1802 году Джон Дальтон первым записал уравнение, что позволяло вычислить количество испаряющейся с поверхности воды за некоторое время.
В 1862 году Томас Тейт сконструировал прибор «Эвапораметр» (греч. evaporameter) для измерения скорости испарения, и показал, что она пропорциональна скорости ветра над водой. Позже Виленманн скорректировал уравнение Дальтона, учитывая тот факт, что температура воды ниже температуры окружающего воздуха из-за того, что испарение охлаждает её.
Ещё более точные уравнения были записаны после серии высокопрецизионных экспериментов Стефана (1873), Герца (1882) и Кнудсена (1915) и благодаря открытию закона Стефана — Больцмана.

## Суммарное испарение
Суммарное испарение — испарение с земной поверхности, включающее транспирацию растений. В последнее время для суммарного испарения начали использовать термин «эвапотранспирация». Эвапотранспирация выражается в мм водяного столба и коррелирует с биопродуктивностью экосистем. Потенциальная эвапотранспирация — количество воды, которое могло бы выделиться путем эвапотранспирации при определённом режиме температуры и влажности при избыточном количестве воды. Фактическая эвапотранспирация — масса воды, которая в данном месте возвращается растениями в атмосферу. Рассматривается как величина, противоположная количеству осадков (как правило, ниже потенциальной эвапотранспирации). Фактическая эвапотранспирация в любой точке Земного шара определяется температурой.
Различают ещё одну характеристику испарения — испаряемость. Под испаряемостью понимают потенциально возможное (не ограниченное запасами воды) испарение в данной местности при существующих атмосферных условиях.

## Скорость испарения воды
| Температура воды | Спокойный воздух | Среднее движение воздуха | Сильный отбор воздуха |
| ---------------- | ---------------- | ------------------------ | --------------------- |
| 15               | 0,425            | 0,546                    | 0,670                 |
| 30               | 1,056            | 1,365                    | 1,664                 |
| 50               | 3,081            | 3,955                    | 4,853                 |
| 75               | 9,666            | 12,405                   | 15,597                |
| 100              | 25,463           | 32,077                   | 40,105                |